# 41199 Wakanaootaki
41199 Wakanaootaki este o planetă minoră (asteroid) din centura de asteroizi. A fost descoperită pe 21 noiembrie 1999 la Goodricke-Pigott Observatory⁠(d) de Roy A. Tucker⁠(d) și a fost numită după Wakana Ōtaki⁠(d). 
Obiectul prezintă o orbită caracterizată de o semiaxă mare de 2,6163247860201 UAi, o excentricitate de 0,29, o înclinație de 16,4 ° în raport cu ecliptica.